# Hôtel de ville de Vernon

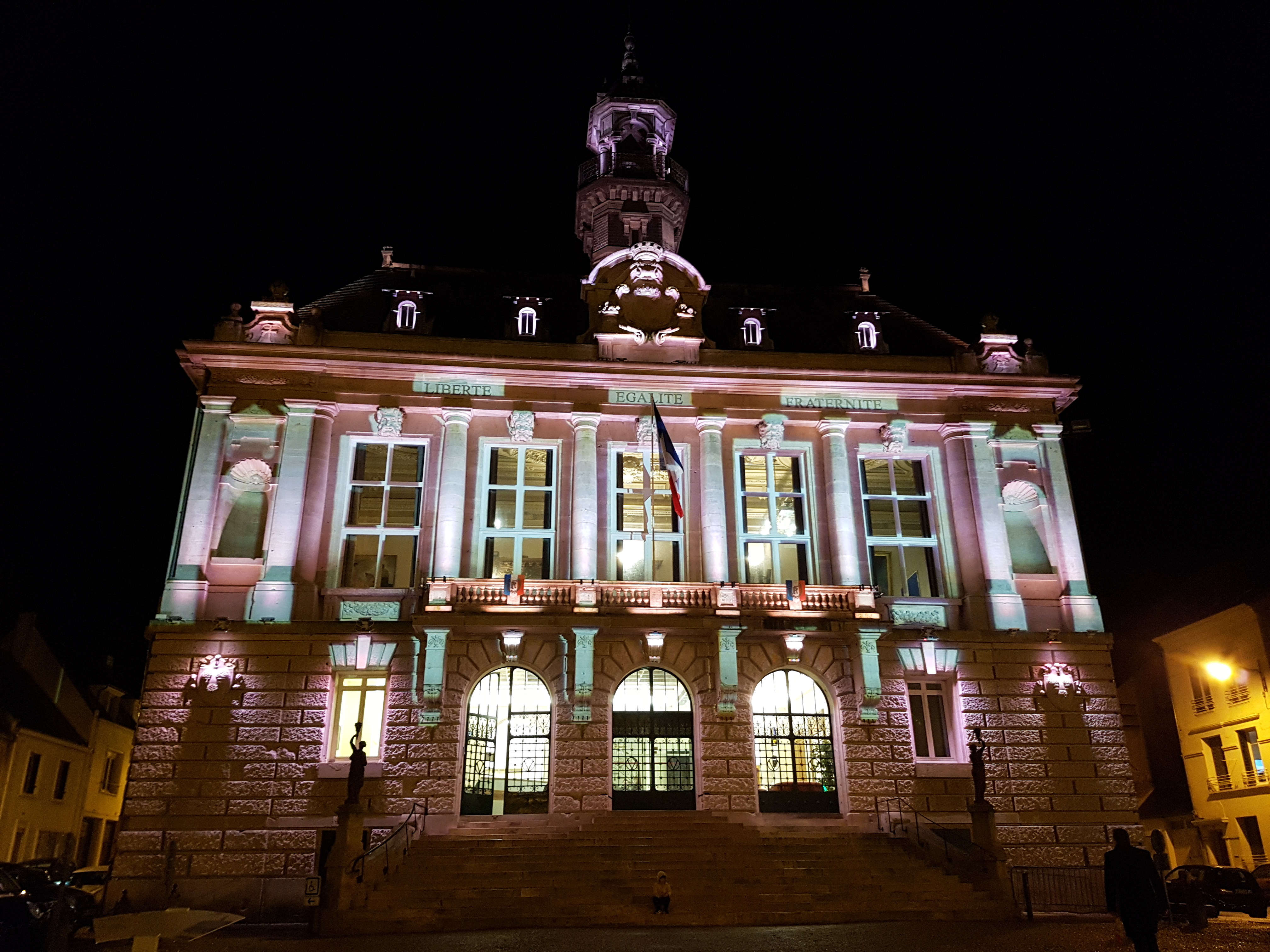
Hôtel de ville

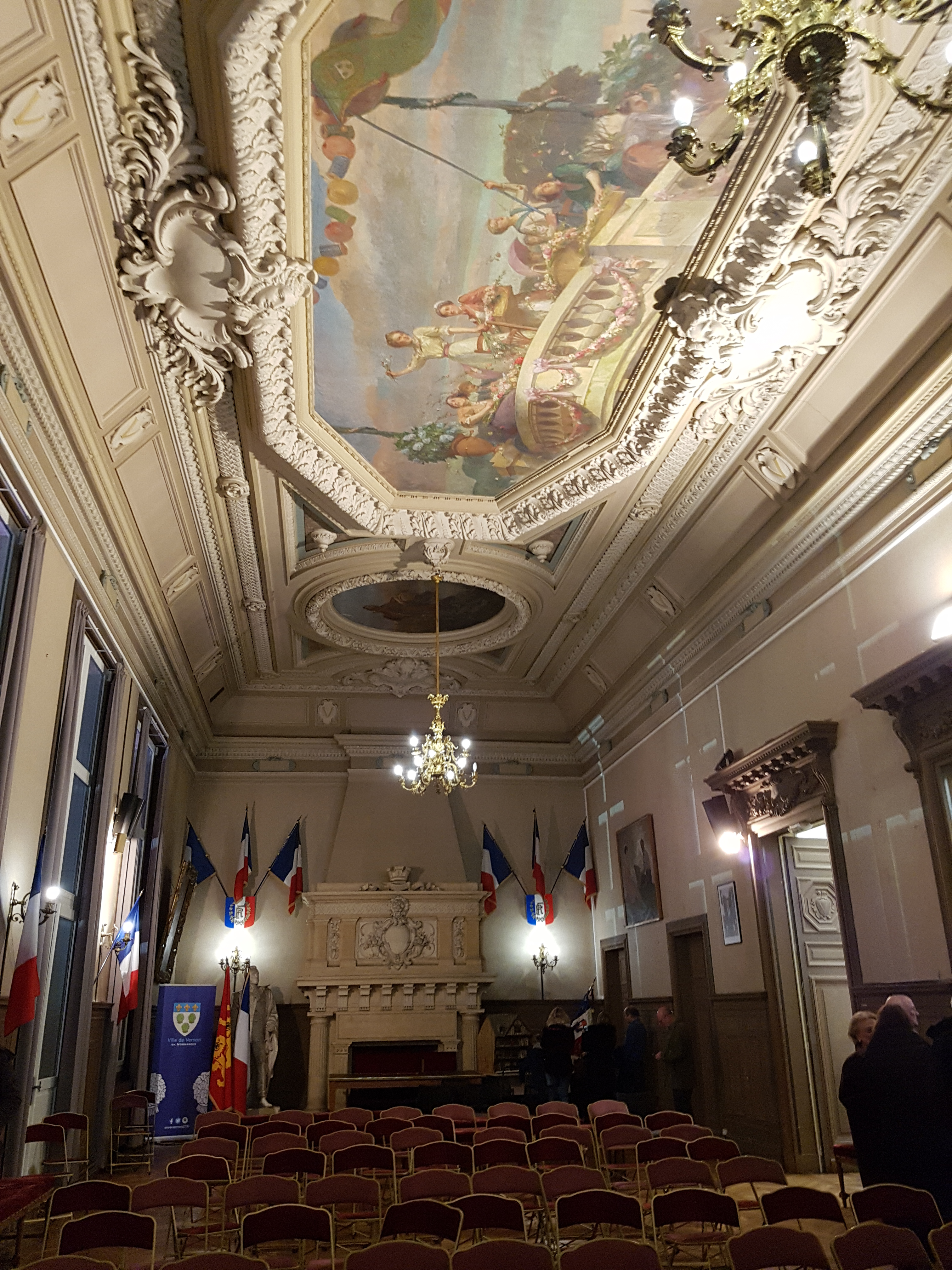
Salle des mariages

L’hôtel de ville de Vernon est un bâtiment à Vernon (Eure), en France.

## Localisation
Le bâtiment est situé dans le département français de l'Eure, dans le centre-ville de Vernon, place Adolphe-Barette, à quelque 40 mètres de la collégiale Notre-Dame.

## Historique
Le bâtiment actuel a été construit en 1895 à l'initiative d'Adolphe Barette, premier maire ayant exercé ses fonctions dans le nouvel édifice. 
Depuis le milieu du XVIIIe siècle, le conseil de ville loge dans une maison de deux étages, située rue Grande, face à la collégiale Notre-Dame. 
Dans les années 1850, l'édifice se révélant incommode, le conseil envisage de construire un hôtel de ville.
En 1858, le choix se porte sur l'emplacement de l'ancien collège. L'architecte de la ville Joseph Louis Delbrouck,  propose un projet qui ne verra pas le jour.
Dès 1860 apparaît l'idée d'une place faisant face à la collégiale, destinée à l'hôtel de ville.
En 1888, un nouveau projet, inspiré de celui de Delbrouck, échoue. En 1892, le maire, Adolphe Barette, fait organiser un concours : l'hôtel de ville doit inclure une salle des fêtes, une justice de paix, un musée.
Les maisons situées face à la collégiale, dont l'ancien hôtel de ville, sont démolies. 
Les projets sont remis le 1er mars 1893 : douze finalistes sont en concurrence. Sont retenus les architectes parisiens Georges Debrie, ,  et Adolphe Henry associés.
En mai 1894, la première pierre est posée. L'édifice est inauguré le 10 septembre 1895.

## Architecture
Le gros-œuvre est constitué en pierre de Chérence (soubassement) et en pierre calcaire de Vernon, pour partie remploi de l'ancienne église Sainte-Geneviève. Le rez-de-chaussée laisse apparaître trois arcades centrales.
L'étage, avec 5 grandes baies rectangulaires, comporte une niche à chaque extrémité : destinées à abriter les bustes de Barette et du duc d'Albuféra, elles resteront vides.
Un balcon est accessible par les trois baies du centre. 
Le fronton cintré est posé en couronnement de la travée centrale. La devise républicaine souligne la base du fronton.
Le toit en pavillon est couronné d'un belvédère à lanterneau.
L'escalier, droit et en pierre, compte 14 marches. 
La ville doit à Pierre-Amédée Défontaine, ancien adjoint municipal et fondeur :
- deux cariatides faisant office de réverbères, chacune à la base des mains courantes de l'escalier extérieur ;

- une fontaine monumentale[12] sculptée par le donateur en 1899 et disposée en arrière-façade. La nymphe qui la surmonte figure à l'inventaire général du patrimoine culturel[13].

## Ornements intérieurs
Les sculpteurs Albert Miserey, Turpin et Louis-Émile Décorchemont travaillent au décor monumental.
Au premier étage se situe un vitrail moderne évoquant la visite symbolique de Saint-Louis en 1256. Il est l'œuvre du maître verrier normand François Décorchemont.
Miserey et Turpin se partagent la cheminée de la salle des mariages, les caissons sculptés de la voûte du hall d'entrée, les moulures, les consoles d'architecture.
Dans la salle des mariages, le plafond est orné de peintures représentant les productions vinicoles et cidricoles locales par Charles Denet, .
Giandomenico Facchina intervient sur les mosaïques.
L'aménagement intérieur et la décoration se poursuivent jusqu'en 1908.
Du buste fondu par Miserey du maire Adolphe Barette ne subsiste qu'une reproduction en plâtre à l'abri dans la mairie.